# 309 př. n. l.

## Události
- Římané dobývají etruskou Perusii (Perugia)

## Hlavy států
- Seleukovská říše – Seleukos I. Níkátor (312 – 281 př. n. l.)
- Egypt – Ptolemaios I. Sótér (310 – 282 př. n. l.)
- Bosporská říše – Eumelos (310 – 304 př. n. l.)
- Bithýnie – Zipoetes I. (326 – 297 př. n. l.)
- Sparta – Kleomenés II. (370 – 309 př. n. l.) » Areus I. (309 – 265 př. n. l.) a Eudamidas I. (331 – 305 př. n. l.)
- Athény – Hieromnemon (310 – 309 př. n. l.) » Demetrius (309 – 308 př. n. l.)
- Makedonie – Kassandros (310 – 297 př. n. l.)
- Epirus – Alcetas II. (313 – 306 př. n. l.)
- Odryská Thrácie – Seuthes III. (330 – 300 př. n. l.)
- Římská republika – Lucius Papirius Cursor (309 př. n. l.)
- Syrakusy – Agathocles (317 – 289 př. n. l.)
- Kartágo – Hamilcar II. (330 – 309 př. n. l.) » Bomilcar (309 – 308 př. n. l.)
- Numidie – Zelalsen (343 – 274 př. n. l.)